# نورپروپوکسیفن
نورپروپوکسیفن (به انگلیسی: Norpropoxyphene) یک ترکیب شیمیایی با شناسه پاب‌کم ۳۰۸۴۵۶۳ است. که جرم مولی آن ۳۲۵٫۴۴۵ g/mol می‌باشد. 